# Хапмаурынья
Хапмаурынья (устар. Хап-Маурынья) — река в России, протекает по территории Берёзовского района Ханты-Мансийского автономного округа. Устье реки находится в 151 км по правому берегу Няйса. Длина реки — 18 км

## Данные водного реестра
По данным государственного водного реестра России относится к Нижнеобскому бассейновому округу, водохозяйственный участок реки — Северная Сосьва, речной подбассейн реки — Северная Сосьва. Речной бассейн реки — (Нижняя) Обь от впадения Иртыша.